# Соревнования по фигурному катанию
У каждого вида спорта своя специфика. В частности, в фигурном катании результат определяется субъективным мнением судей, спортсмены выступают поодиночке, а отбор будущих спортсменов начинается с дошкольного возраста. Это не могло не сказаться на системе соревнований по фигурному катанию.

## Список соревнований по фигурному катанию

### Международные

#### Взрослые
Высшая награда в фигурном катании — медаль на зимних Олимпийских играх, которые проводятся раз в четыре года.
Крупные чемпионаты по фигурному катанию, проводимые ИСУ и проходящие регулярно:
- Чемпионат мира
- Чемпионат Европы
- Чемпионат четырёх континентов (сводный чемпионат Азии, Африки, Америки и Австралии)
- Командный чемпионат мира (проводится раз в два года)

Также существует проводимая ИСУ серия коммерческих турниров — Гран-при по фигурному катанию. На сезон 2011/2012 она состоит из следующих соревнований:
- Skate America
- Skate Canada
- Cup of China
- Cup of Russia
- NHK Trophy
- Trophée Éric Bompard
- Финал

Прочие взрослые международные соревнования по фигурному катанию, входящие в календарь ИСУ (по состоянию на сезон 2011/2012):
- Nebelhorn Trophy
- Мемориал Ондрея Непелы
- Finlandia Trophy
- Международный кубок Ниццы
- Icechallenge
- Хрустальный конёк Румынии
- NRW Trophy
- Кубок Варшавы
- Кубок Мерано
- Мемориал Павела Романа
- Золотой конёк Загреба
- Кубок Стамбула
- Bavarian Open
- International Challenge Cup
- Mont Blanc Trophy
- Coupe de Printemps
- Triglav Trophy
- Gardena Spring Trophy
- Rooster Cup

#### Юниорские
- Гран-при по фигурному катанию среди юниоров
- Чемпионат мира по фигурному катанию среди юниоров

### Национальные
См. Категория:Национальные чемпионаты по фигурному катанию

### Прочие
- Соревнования по фигурному катанию на зимних Азиатских играх — проводятся нерегулярно, так как периодичность зимних Азиад не установлена.
- Соревнования по фигурному катанию на зимних Универсиадах — проводятся раз в два года. (Соревнования на Универсиадах не подчиняются ИСУ, так как на них существуют социальные ограничения для участников (все они должны быть студентами ВУЗов), что противоречит Уставу ИСУ).
- Различные клубные соревнования.
- Соревнования телевизионного и развлекательного формата (Japan Open, профессиональный чемпионат мира).

### Соревнования по синхронному фигурному катанию
Соревнования по синхронному фигурному катанию также проводятся под эгидой ИСУ.
- Чемпионат мира по синхронному фигурному катанию
- Чемпионат мира по синхронному фигурному катанию среди юниоров
- SynchroFest International
- Mozart Cup
- French Cup
- Neuchâtel Trophy
- Spring Cup
- Jegvirag Cup
- Zagreb Snowflakes Trophy
- Leon Lurje Troph
- Trophy D’Ecosse

## Правила проведения соревнований

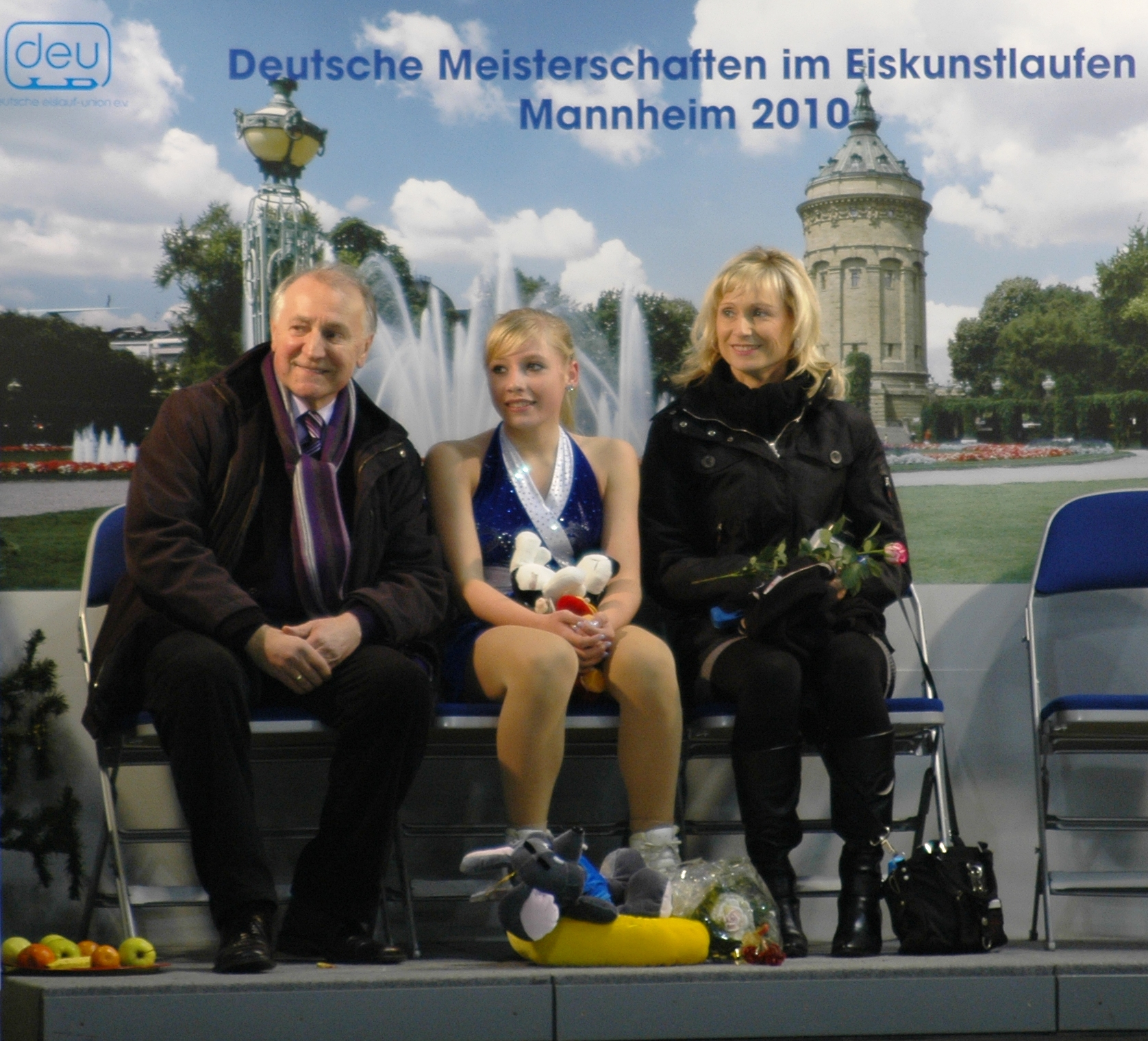
«Уголок слёз и поцелуев» на чемпионате Германии 2010. В центре Юлия Пфренгле со своей матерью Клаудией Ляйстнер (слева) и тренером Питером Сципой.

Соревнования проводятся на катке размером от 56×26 до 60×30 метров (стандартная хоккейная площадка), и планируются с 9:00 до 23:00.

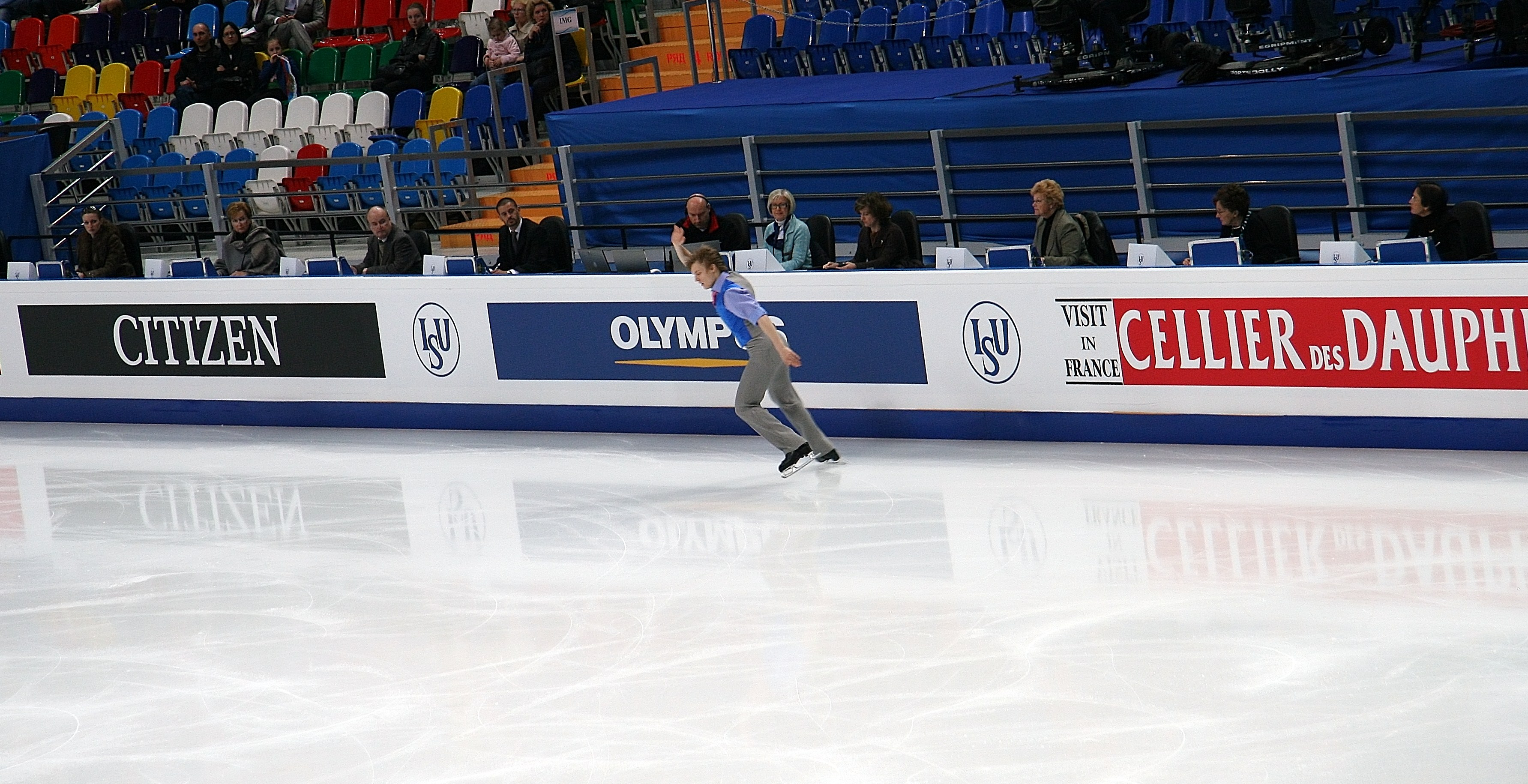
Судейская бригада наблюдает выступление Томаша Вернера на чемпионате мира 2011 года.

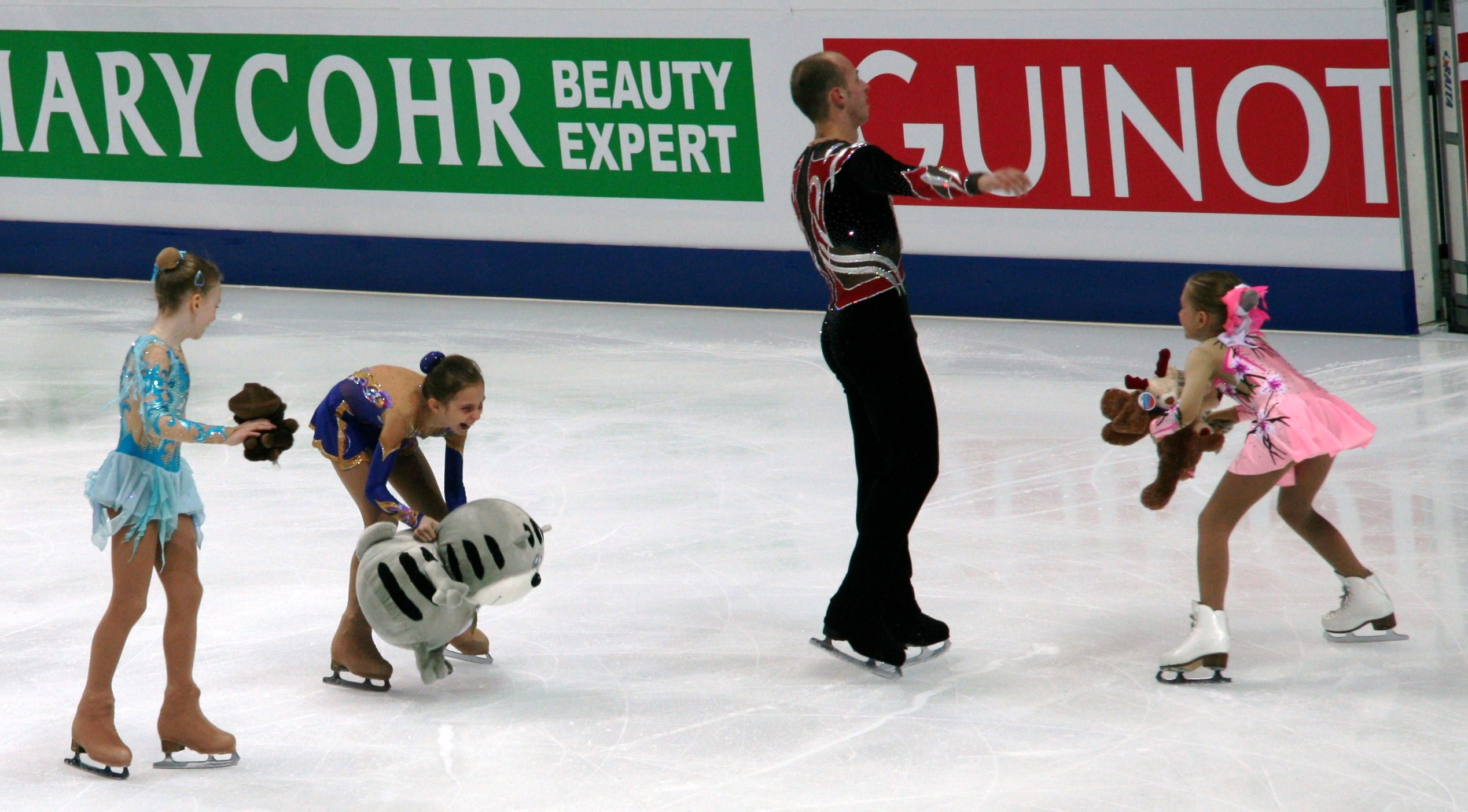
Дети собирают со льда игрушки после выступления израильского фигуриста Максима Шипова на чемпионате мира 2011 в Москве.

Перед соревнованием обычно предлагают тренировку (по официальным правилам — два дня), на которой можно выяснить качество льда, температуру на катке, привыкнуть к обстановке. Радиоузел по очереди запускает музыку разных фигуристов; все должны пропускать того, чья музыка. Тренерам запрещено выходить на лёд, они могут только сидеть у борта. На международных соревнованиях (кроме Олимпийских игр) запрещено подыскивать себе дополнительные ледовые тренировки на других катках.
Соревнование состоит из трёх этапов: квалификации (может не быть), короткой программы (ритм-танца) и произвольной (произвольного танца). В короткую программу часть фигуристов (по результатам предыдущих соревнований) попадают автоматически и в квалификационном раунде не участвуют; остальные исполняют произвольную программу (произвольный танец). Если никто из страны-организатора не прошёл квалификацию, организатор может выставить в короткую программу одного участника в каждом виде.
Всех участников короткой программы делят на две группы в зависимости от рейтинга ИСУ спортсменов. Внутри этих групп проводят жеребьёвку порядка выступления участников, таким образом получается, что сильные фигуристы, с высоким рейтингом, оказываются ближе к концу соревновательной программы. Порядок в произвольной программе определяется по короткой (снова-таки, от слабых к сильным). Участников делят на группы, так называемые «разминки» (в каждой разминке — максимум 6 одиночников, 4 спортивных пары или 5 танцевальных дуэтов). Каждую группу одновременно выпускают на разминку (6 минут). После окончания такой тренировки участников вызывают на лёд по одному. Если за минуту фигурист (пара) не встаёт в исходное положение, засчитывается неявка. Радиоузел запускает музыку, и фигурист исполняет свою программу. Если выступление прервано по вине спортсменов, у них есть 3 минуты на исправление проблемы (бывали случаи, когда тренер за три минуты успевал прикрутить к ботинку конёк).
После выступления добровольцы (обычно дети) собирают со льда цветы и мягкие игрушки, а фигурист (пара) отправляется в «уголок слёз и поцелуев» и там ожидает оценок. Практически все соревнования на данный момент оцениваются по Новой судейской системе. Соревнования судят один рефери (занимается организационной стороной соревнования, учётом времени, отдаёт команды радиоузлу), до 9 судей (выставляют оценки за программу) и техническая бригада (определяет тип и уровень элемента, фиксирует падения). Нередко (особенно в мелких соревнованиях) один человек совмещает обязанности судьи и рефери.
В мелких соревнованиях (детских, любительских и прочих) из-за ограничений по времени и большого количества параллельно соревнующихся классов правила немного другие. «Уголка слёз и поцелуев» нет: оценки передаются в компьютерную систему, и когда весь класс закончит выступления, администратор распечатывает протокол и выкладывает на видном месте. Тренировка на соревновательном катке может быть очень короткая и без музыки.
Каждые две группы на лёд выпускают ресурфейсер.
Побеждает спортсмен или пара, набравшая больше всего очков по сумме короткой и произвольной программ. После произвольной программы происходит награждение, а затем — показательные выступления чемпионов (иногда выступают фигуристы из местных клубов/школ). Какие-либо показательные выступления до окончания соревнования запрещены.
В синхронном катании физически невозможно выпустить на лёд более одной команды. Поэтому для каждой из команд назначают отдельное тренировочное время, а разминка интегрирована в выступление. Судьи располагаются высоко над катком, дополнительный судья у борта решает вопросы безопасности.